# زوان (إيران)
زوان هي قرية في مقاطعة أصفهان، إيران. عدد سكان هذه القرية هو 844 في سنة 2006.